# Zanazanan
Francisco Zanazanan Queiroz de Mendonça, mais conhecido como Zanazanan (Fortaleza, 4 de junho de 1972 - 3 de junho de 2015) foi um artista plástico autodidata brasileiro.
Recebeu o primeiro prêmio no Salão dos Novos de Fortaleza, em 1992. Na mostra, expõe relevos em madeira pintada nos quais não só a forma, toscamente recortada, mas também os grafismos inscritos causam impacto. Ainda em 1992 recebe o prêmio de viagem Juventude Ecológica, do Instituto Equatorial de Cultura Contemporânea, participa em San José, Costa Rica, da conferencia da juventude, tendo sido essa uma preparatória para a ECO 92 no Rio de Janeiro.
Nos trabalhos recentes, com hologramas e sombras, o grafismo sutil confunde-se com pintura. Realiza mostra individual na Ibeu Art Gallery, Fortaleza, 1999. Participa do Salão de Abril, Fortaleza, 1996 e 1999; Arte Pará, Belém, 1996 e 1998 sendo premiado; Salão da Bahia, Salvador, 1999 e 2004 também premiado; Norman Rockwell, na Ibeu-CE Art Gallery, Fortaleza, 1998; no ano de 2005 é convidado pela Oriel Mostyn Gallery, País de Gales, Reino Unido, para realizar residência artística na mesma. Também desenvolveu uma pesquisa com artes integradas, poesia escrita, vídeo-arte e ciência aplicada com física óptica.
Zanazanan foi internado dia 22 de maio de 2015 no Hospital Geral de Fortaleza, após ser diagnosticado com histoplasmose, e devido a baixa imunidade adquiriu pneumonia e cálculo na vesícula. Morreu em 3 de junho de 2015.